# 御蔵 (海防艦)
御蔵 （みくら）は、日本海軍の海防艦。御蔵型海防艦の1番艦。艦名は東京都の御蔵島にちなむ。

## 艦歴

### 計画から竣工まで
マル急計画の海防艦甲、第310号艦型の11番艦、仮称艦名第320号艦として計画。1942年2月14日、海防艦乙の基本計画が決定し仮称艦名第322号艦がその第1艦となる予定だったが、建造予定を繰り上げて本艦が海防艦乙の第1艦となった。
1942年10月1日、日本鋼管株式会社鶴見造船所で起工。1943年5月25日、御蔵と命名されて本籍を横須賀鎮守府と仮定し、御蔵型海防艦の1番艦に定められる。7月16日進水。10月5日、艤装員事務所を日本鋼管鶴見造船内事務所に設置し事務開始。30日竣工し、艤装員事務所を撤去。同日付で本籍を横須賀鎮守府と定められ、第四艦隊第二海上護衛隊に編入。

### 1943年
1943年11月14日、3114甲船団（建部丸、特設砲艦大同丸）を護衛しトラックに向け横須賀発。15日、第二海上護衛隊は海上護衛総司令部隷下となる。27日、トラック着。
12月5日、平戸とともに4205乙船団（特設運送船秋葉山丸、同總洋丸）を護衛し横須賀に向けトラック発。7日、總洋丸が被雷したため平戸が救助のため現場に留まり、御蔵は秋葉山丸を護衛しサイパンに向かう。10日、サイパン着。4205乙船団はサイパンで薩摩丸を加え12日、内地へ向けサイパン発。内地へ向け航行中、硫黄島沖で対潜戦闘を行ったが、被護衛の輸送船と接触し損傷する。20日、横須賀着。

### 1944年上半期 内南洋方面護衛
1944年1月4日から2月8日まで、日本鋼管浅野造船所に入渠。出渠後は横須賀へ回航。
2月11日、船団を護衛して横須賀発。19日、サイパン着。27日、トラック向け船団を護衛してサイパン発。3月5日、トラック着。
3月6日、内地へ向けトラック発。10日、中継地のサイパンに寄港し、19日横須賀着。
4月1日、東松四号船団を護衛し木更津発。9日夕刻、本艦は一旦サイパンに入港したが、同日夜に再出撃。10日、東松四号船団はサイパンで解列され本艦は第二海上護衛隊指揮下に復帰したが、本艦はトラック向け船団の護衛を継続。12日、爆雷戦を実施し潜水艦を制圧。15日、トラック着。22日、内地へ向けトラック発。26日、中継地のサイパンに寄港し、5月4日横須賀着。
5月15日、サイパン/パラオ向け船団を護衛して横須賀発。25日、中継地のサイパンに寄港。寄港後、サイパン沖で対潜警戒に従事。30日、パラオ向け船団を護衛してサイパン発。6月6日、パラオ着。
6月12日、船団を護衛してサイパンへ向けパラオを出港したが、サイパンにアメリカ艦載機の空襲があったため、船団は行き先をダバオへ変更。18日、ダバオ着。同日、第一海上護衛隊作戦指揮下に編入。20日、船団を護衛してマチへ向かう。22日、ダバオに帰着。30日、セダ01船団と合同のため単艦でダバオを出撃。7月3日、ダバオに帰投。

### 1944年下半期 南西方面護衛
1944年7月6日、ダマ01船団を護衛してマニラへ向けダバオ発。13日、マニラ着。15日、ミ08船団を護衛してマニラを出港したが、台風のため船団はマニラに帰投。17日、春風とともにタマ21C船団の増援のためマニラを出撃。18日にはヒ69船団の増援に向かう。同日、第二海上護衛隊が解隊し、本艦は第一海上護衛隊に編入。20日、マニラに帰投。23日、ヒ68船団を護衛して内地へ向けマニラ発。28日、高雄に寄港。8月3日、六連着。
8月4日、佐世保へ回航。5日から7日まで、佐世保海軍工廠で整備を実施。8日、伊万里で仮泊。10日、ヒ71船団を護衛して伊万里発。13日、悪天候のため船団は馬公に寄港。17日、引き続きヒ71船団を護衛して馬公発。18日、船団は潜水艦の攻撃により損害を出したため、19日にサンフェルナンドへ退避。20日、本艦はサンフェルナンドを出撃し、航空機と共同で対潜掃蕩に従事。21日、マニラ着。26日、引き続きヒ71船団を護衛してマニラ発。9月1日、シンガポール着。
9月6日、復航のヒ72船団を護衛してシンガポール発。12日、船団は潜水艦の攻撃を受けて輸送船2隻のほか、護衛の敷波と護衛部隊旗艦の平戸が沈没した。本艦は爆雷戦を実施後、敷波乗員の救難にあたる。13日、船団は一旦楡林に退避したが、本艦は救難のため遭難現場へ引き返す。14日、楡林に帰着。16日、ヒ72船団第一分団（特設運送船浅香丸）を護衛して佐世保へ向け楡林発。20日夜、台湾海峡を航行中にアメリカ陸軍航空隊機の攻撃を受け、本艦と浅香丸が損傷した。浅香丸は第10号海防艦の護衛を受けて馬公へ向かったが、本艦は直撃弾1発のほか至近弾数発を蒙って航行不能となり、消息不明となる。23日、本艦は漂流中だったところを飛行機より発見され、来着した第18号海防艦や擇捉らの護衛を受けて馬公へ回航。26日から馬公海軍工作部で入渠し復旧修理を実施。
入渠中の10月12日と13日の両日、来襲したアメリカ艦載機に対して対空戦闘を行い、3機の撃破を報じる。
11月3日、馬公での復旧修理を終了し、4日高雄へ回航。6日、タモ28船団を護衛して高雄発。13日、船団は六連に到着し、本艦は佐世保へ回航。14日から佐世保海軍工廠で入渠し、修理を実施。
修理中の12月10日、第一海上護衛隊は第一護衛艦隊に改編される。修理終了後の29日、ヒ87船団を護衛のため佐世保発。

### 1945年 第百二戦隊
船団護衛中の1945年1月1日、第一護衛艦隊隷下に新編された第百二戦隊に編入。ヒ87船団は、3日舟山島錨地、6日基隆にそれぞれ寄港。本艦は9日、単艦で高雄へ回航。12日、タモ35船団を護衛して門司へ向け高雄発。船団は14日舟山島、16日加徳水道にそれぞれ避泊し、17日門司着。18日、本艦は佐世保へ回航し、19日から22日まで佐世保海軍工廠で修理を実施。23日、門司へ回航。26日、モス01船団を護衛して汕頭へ向け門司発。2月5日、汕頭着。
2月9日、スシ01船団第一分団を護衛して上海へ向け汕頭発。10日、視界不良のため停止した本艦に第33号海防艦が触衝する。16日、上海着。本艦は第一海軍工作部で修理を実施。20日、舟山島定海へ回航。定海在泊中の22日、第百二戦隊と第九三一海軍航空隊は南号作戦支援のため潜水艦撃滅を目的としたAS1作戦部隊に編入され、哨区で行動。
3月6日、第34号海防艦とともに対潜掃蕩を実施。9日、第33号海防艦と共同で、ユモ01船団を護衛中に損傷し航行不能となった第69号海防艦を救難する。第33号海防艦が第69号海防艦を曳航し、本艦がそれらの護衛にあたる。12日、AS1作戦終了。13日、第百二戦隊はAS2作戦部隊に編入。16日、風浪により第69号海防艦が沈没したため、本艦らは乗員を救助し香港へ回航。17日、AS2作戦終了。18日、本艦は船団（2隻）を護衛して内地へ向け香港発。内地へ向け航行中の19日、第百二戦隊はAS3作戦部隊に編入。26日、門司着。27日、豊後水道で第二艦隊第一遊撃部隊の前路警戒を行うため佐伯で練成中の海防艦男鹿、目斗、第59号海防艦、第65号海防艦および特設掃海艇3隻が第三対潜掃討隊として編成された。また、応援として香港から門司に帰投していた本艦と第33号海防艦、それに佐伯防備隊の特設駆潜艇が追加され、さらに磁気探知機を搭載した佐伯航空隊の航空機も動員された。
配備点や哨戒方法は27日中に決定した。海防艦は27日に本艦と第33号海防艦が門司を、翌3月28日に男鹿以下4隻が佐伯を出撃。第三対潜掃討隊は水ノ子島灯台を越えた辺りから針路を真南に固定し捜索を開始。第三対潜掃討隊の各艦は3海里から4海里離れた単横陣隊形をとり、第65号海防艦が一番西側に位置した。午前10時27分ごろ、航空機が潜水艦を探知するも、すぐに見失う。それでも午後0時ごろから本艦と第33号海防艦が合流し、第65号海防艦の西側1,000メートルを単縦陣で位置し、第59号海防艦とともに探知場所に急行した。そして13時ごろから爆雷攻撃を行った結果、大きな噴煙が2つ上がった。この地点は鶴御崎の180度39.5海里あるいは北緯32度16分 東経132度05分 / 北緯32.267度 東経132.083度と記録されている。翌3月29日午前に再観測すると、攻撃地点からは濃い油帯が流れ出ていた。この攻撃で、アメリカ潜水艦トリガー(USS Trigger, SS-237)を撃沈し、本艦はそれに関与したとされる。
同日夕方ごろ、九州南方で消息不明となり亡失認定。一緒にいた第33号海防艦も空襲で撃沈された。The Official Chronology of the U.S. Navy in World War IIなどアメリカ側の記録では、同日、本艦はアメリカ潜水艦スレッドフィン(USS Threadfin, SS-410)の雷撃により撃沈されたとしており、日本側資料の中にもこれを引用したものがある。16時45分、第33号海防艦が北緯31度45分 東経131度45分 / 北緯31.750度 東経131.750度の地点で敵機を発見し報告しているが、この地点はアメリカ側の記録でスレッドフィンが御蔵を撃沈したとしている地点、また "The Official Chronology of the U.S. Navy in World War II" に記載されている第33号海防艦の沈没地点とほぼ同一である。他に、Roscoe ではスレッドフィンの単独撃沈となっており、第33号海防艦はホーネット (USS Hornet, CV-12) 機による撃沈となっている。木俣『敵潜水艦攻撃』および『日本海防艦戦史』、第一護衛艦隊戦時日誌（昭和20年3月1日-31日）、第百二戦隊戦時日誌（昭和20年3月1日-31日）ではスレッドフィンによる撃沈とはしていない一方で、『海防艦戦記』の御蔵の項では、第65号海防艦航海長の目撃談として「敵機動部隊の飛行機と潜水艦の攻撃を受け、1200頃御蔵は敵潜水艦の雷撃を受け沈没、生存者なしという」としている。御蔵を真に撃沈したのがスレッドフィンなのか第58任務部隊機なのか、あるいは共同で撃沈したのかは結論としては不明であるが、前述のように、少なくともRoscoe では共同戦果としては認定されていない。
御蔵海防艦長小田隆輔少佐以下乗員216名、第33号海防艦長森本正春少佐以下乗員171名は全員戦死し、生存者はいない。
5月25日、御蔵は御蔵型海防艦から削除され、帝国海防艦籍から除かれた。御蔵の艦名は海上自衛隊の掃海艇「みくら」に引き継がれた。

## 海防艦長
艤装員長
1. 小田隆輔 大尉：1943年10月1日 - 1943年10月30日

海防艦長
1. 小田隆輔 大尉/少佐：1943年10月30日 - 1945年3月28日 戦死認定、同日付任海軍中佐